# David Turnbull
David Turnbull, född 10 juli 1999, är en skotsk fotbollsspelare som spelar för Cardiff City.

## Karriär
Den 27 augusti 2020 värvades Turnbull till skotska storklubben Celtic. Han gjorde sin första ligamatch för klubben den 12 september 2020 i en match mot Ross County, där han blev inbytt i den 77:e minuten mot kaptenen Scott Brown.
Den 1 februari 2024 värvades Turnbull av Cardiff City, där han skrev på ett 3,5-årskontrakt.